# Чепурин, Юлий Петрович
Юлий Петрович Чепу́рин (1914—2003) — русский советский писатель, драматург. Лауреат Сталинской премии третьей степени (1951).

## Биография
Родился 27 апреля (10 мая) 1914 года в Саратове, в семье живописца. В 1932 году окончил профтехучилище, работал монтёром-механиком, слесарем и шофёром. В 1935—1939 годах учился в театральном училище. Был артистом Саратовского драматического театра имени К. Маркса.
В 1939 году призван на действительную военную службу в качестве рядового. В 1941—1945 годах служил в РККА, был военкором в редакции газеты «Сталинское знамя» Юго-Западного фронта, работал также и в других армейских фронтовых газетах. В 1942 году был принят в члены ВКП(б) и получил офицерское звание. Всю сталинградскую оборону был спецкором фронтовой газеты 62 армии В. И. Чуйкова «Сталинское знамя». Очерк «Дом Павлова» (октябрь 1942) положил начало легендарной славе сержанта Я. Ф. Павлова и горстки гвардейцев из 42 полка 13-й гвардейской дивизии генерала А. И. Родимцева. Очерк был использован при написании пьесы «Сталинградцы» (23 февраля 1943). Осенью 1943 года отозван в Москву для постановки пьесы «Сталинградцы». Спектакль был поставлен на сцене театра ЦДКА режиссёром А. Д. Поповым. Пьеса принесла автору широкую известность. Так фронтовая дорога писателя перешла в творческую. В декабре 1944 года был принят в члены СП СССР. В 1944 году окончил Высшие курсы военных журналистов при ВПА имени В. И. Ленина и вернулся на фронт в действующую армию.
До конца войны работал в должности писателя в армейской газете 46 армии 2-го Украинского фронта. День Победы встретил в районе Праги вместе с нашими воинами и подошедшими войсками союзников-американцев. Этот период отражен в пьесе «Последние рубежи» (1947 год), рассказывающей о драматических событиях, разыгравшихся по вине союзников. О дальнейшей судьбе главных героев повествует заключительная часть трилогии — драма «Совесть», посвященная рабочим послевоенного Сталинграда. В октябре 1945 года был демобилизован по болезни и занимался исключительно творческой работой. После войны вернулся в родной город, где прожил до 1948 года, затем переехал в Сталинград.
В 1952 году Ю. П. Чепурин переехал в Москву, где прожил большую часть жизни в Доме Авиаторов — знаменитой высотке на площади Восстания (Кудринской площадь). С 1955 по 1958 год — секретарь московской писательской организации. Член СП СССР и СП РСФСР. Пишет сценарии «О чём звенят клинки», «И арсенал и щит России» для цирковых спектаклей. Перевел на русский язык более 30 пьес лучших драматургов братских республик: К. Яшена, Ф. Ниязи, Г. Абдулло, С. Саидмуратова, А. Коломийцева, И. Алексеева, Т. Бикмаева и др.
Сын драматурга от первого брака — известный журналист В. Ю. Чепурин. Умер 30 мая 2013 года.
Умер 14 сентября 2003 года. Похоронен в Москве на Ваганьковском кладбище (участок № 5).

## Творчество
Литературной деятельностью занимается с 1936 года, когда в саратовской газете появились первые его небольшие рассказы «Не убий» и «Деньги». В 1939 году альманах «Литературный Саратов» опубликовал первый большой рассказ «Цирк». Написал очерк «Дом Павлова» (1942).
Автор 20 пьес. Все они поставлены на сценах театров СССР, ряда стран Восточной Европы и некоторых других. По мнению автора, наиболее значительными были пьесы «Сталинградцы» (1943), «Последние рубежи» (1947), «Совесть» (1950), составляющие трилогию «Сталинградцы». Затем были написаны и с успехом шли в театрах пьесы «Весенний поток» (1953), «Меч и звёзды» (1957), «Когда нам было по семнадцать» (1957), «Тяжёлое ранение» (1961), «Хозяева жизни» (1962), «Моё сердце с тобой» (1967) (другое название «Запах земли»), «Чилийская трагедия» (1974). Драматургу особенно удавались цельные героические характеры. Многие его пьесы посвящены героической борьбе советского народа во время войны, трудовым подвигам современной жизни. Пьесы Ю. П. Чепурина темпераментные, боевые, напористые, резко конфликтные.
На личные средства супруги писателя Т. С. Чепуриной с благотворительной целью и без права продажи издана его книга фронтовых воспоминаний «Сталинградский „котел“» (2008, 2010).

## Критика
Чепурин-писатель — продукт социалистического реализма. Его воодушевляли, ему помогали такие же бездарные партийные функционеры, как и он сам.

## Награды и премии
Военные награды
- орден Красной Звезды (08.06.1942)
- медаль «За оборону Сталинграда» (июнь 1943)
- медаль «За победу над Германией в Великой Отечественной войне 1941-1945 гг.» (февраль 1946)
- орден Отечественной войны II степени (11.03.1985)

Почетные знаки
- Ветеран Великой Отечественной войны
- Ветеран 62-й Гвардейской Армии

За успехи в области литературы
- Сталинская премия III степени — за пьесу «Совесть» (1951)
- Медаль «За доблестный труд» (1970)
- Два ордена «Знак почета» (1971; 30.05.1974)
- Почетная грамота Президиума Верховного совета РСФСР (1984)
- Премия жюри Всесоюзного Конкурса на лучшую многоактную пьесу «Когда нам было по семнадцать» (1957)
- Похвальная грамота Министерства обороны СССР (1958)
- Диплом первой I степени Министерства культуры РСФСР за достижения во Втором Всероссийском фестивале национальной драматургии и театрального искусства народов СССР (1967)
- Похвальная грамота Министерства культуры (1967)
- Премия Коллегии Министерства культуры РСФСР и секретариата правления союза писателей СССР за лучшую пьесу «Мое сердце с тобой» (другое название "Запах земли) (1967)
- Похвальный лист Министерства культуры СССР за участие во Всесоюзном смотре новых произведений циркового искусства (1967)
- Похвальная грамота и юбилейная медаль Министерства обороны СССР (1968)
- Благодарственный Адрес Волгоградского обкома КПСС за участие в постановке пьесы «Сталинградцы» (1973)
- Диплом Министерства культуры РСФСР, Союза писателей РСФСР, Всероссийского театрального общества за перевод пьесы Т. Бикмаева «Последняя схватка»
- Диплом I степени Третьего Всероссийского фестиваля драматургии и театрального искусства народов СССР за перевод пьесы И. Алексеева «Дерзость» (другое название «Люди в белых халатах») (1977)